# Palma y Don Jaime
Palma y Don Jaime va ser una sèrie de televisió, estrenada per TVE a l'agost de 1959. Es tracta d'una de les primeres sèries de ficció de producció pròpia emeses en Espanya i un dels primers èxits de Televisió espanyola. Sobre arguments d'Agustín Isern, va estar dirigida per Alfredo Castellón Molina.

## Argument
La sèrie narra, en to de comèdia, la no sempre fàcil relació entre Palma, una secretària jovial i divertida i Don Jaime, el seu rígid cap. Enfront d'altres espais de l'època, els diàlegs eren informals i pròxims al llenguatge quotidià dels espectadors.

## Repartiment
En la primera temporada de la sèrie, els papers de Palma i Don Jaime, van correspondre respectivament a María Fernanda D'Ocón i Antonio Casal. En la segona temporada, Palma va ser interpretada per l'actriu Elena María Tejeiro i Don Jaime per, successivament, José Luis López Vázquez i Pastor Serrador.